# Porumbenii Mari
Porumbenii Mari (in passato Golumba Mare, in ungherese Nagygalambfalva) è un comune della Romania di 1 778 abitanti, ubicato nel distretto di Harghita, nella regione storica della Transilvania.
Il comune è formato dall'unione di 2 villaggi: Porumbenii Mari e Porumbenii Mici.
Fino al 2004 il comune faceva parte, con il nome di Porumbeni, del comune di Mugeni, da cui si è staccato per divenire comune autonomo.